# Егорлыкское сражение
Егорлыкское сражение (25 февраля — 2 марта 1920) — боевые действия 1-й Конной армии РККА под командованием С. М. Будённого против конной группы ВСЮР генерала А. А. Павлова. Было составной частью 2-го этапа Северо-Кавказской операции, которую проводил Кавказский фронт Красной армии против войск генерала А. И. Деникина. В ходе боевых действий было нанесено тяжёлое поражение кавалерии белых.
Именно под Егорлыкской 25-27 февраля разыгралось самое крупное за всю гражданскую войну встречное конное сражение, где общие силы обеих сторон достигали 25 тысяч всадников.

## Перед сражением
14 февраля войска Кавказского фронта, занимавшие рубежи на правом берегу рек Дон и Маныч, начали наступление. 10-я армия форсировала Маныч и, успешно наступая на тихорецком направлении, 16 февраля заняла станцию Торговую. В созданный ею прорыв была направлена 1-я Конная армия (4-я, 6-я и 11-я кавалерийские дивизии; командующий С. М. Будённый, члены РВС К. Е. Ворошилов и Е. А. Щаденко). Её численность составляла десять тысяч сабель. 18 февраля 1-я Конная армия подошла в район Торговой. В это время для ликвидации прорыва командование белых бросило конную группу генерала А. А. Павлова (2-й и 4-й Донские конные корпуса). В ночь на 19 февраля конная группа Павлова нанесла удар на Торговую, но ожесточённые атаки белых были отбиты. Конница белых была вынуждена в сильный мороз отступить к Среднему Егорлыку, что привело к большим потерям замёрзшими и обмороженными.
Командование 1-й Конной временно подчинило себе 20-ю, 34-ю и 50-ю стрелковые дивизии 10-й армии, создав из них ударную группу под командованием М. Д. Великанова. 21 февраля 1-я Конная заняла Средний Егорлык, а 22 февраля группа Великанова взяла Песчанокопское. Выставив в качестве заслона 11-ю кавалерийскую дивизию против отступившей группы Павлова, главные силы 1-й Конной повернули на юго-запад против 1-го Кубанского корпуса генерала В. В. Крыжановского и 22 февраля разбили его в районе Белая Глина.

## Ход операции
Командование белых решило ударить в тыл 1-й Конной армии и группы Великанова. 23 февраля части конной группы генерала Павлова из района станицы Егорлыкской перешли в наступление на северный заслон войск Будённого, занимавших Средний Егорлык. 24 февраля, отбросив правофланговый заслон 1-й Конной армии (бригаду С. М. Патоличева 11-й кавалерийской дивизии), они овладели селом Среднеегорлыкское. 25 февраля Павлов, считая, что красные войска двигаются на Тихорецкую, начал перемещение на село Белая Глина, чтобы выйти им в тыл.
В это время по приказу командующего Кавказским фронтом М. Н. Тухачевского части 1-й Конной армии и группа Великанова начали двигаться на север в целях разгрома группы Павлова в районе села Среднеегорлыкское и станицы Егорлыкская. В центре шла 20-я стрелковая дивизия, за ней во втором эшелоне — 50-я стрелковая дивизия, на правом фланге — 11-я кавалерийская дивизия, на левом — 4-я и 6-я кавалерийские дивизии. В районе станицы Горькобалковская осталась 34-я стрелковая дивизия, чтобы прикрывать тихорецкое направление.
Казаки считали, что впереди нет красных войск, поэтому шли без разведки и охранения, на правом фланге двигался 4-й, а на левом — 2-й Донской корпуса. 25 февраля разъезды 1-й Конной армии заметили колонны белых в 10 км к югу от Среднеегорлыкского. 6-я кавалерийская дивизия С. К. Тимошенко, развернувшись в боевой порядок, ударила артиллерийским и пулемётным огнём по походным колоннам белогвардейского 4-го Донского корпуса, а потом атаковала его и обратила в бегство. Конная группа Павлова, прежде всего бригада генерала И. Г. Барбовича, состоявшая из офицерских полков, атаковала 20-ю стрелковую дивизию и даже прорвала первый её эшелон, но на него обрушился с правого фланга огонь артиллерии 4-й кавалерийской дивизии, а потом с востока атаковала 11-я кавалерийская дивизия. Начдив 4-й кавалерийской дивизии О. И. Городовиков с ходу развернул 2-ю и 3-ю бригады и лично повёл их в атаку. В ожесточённом бою части белых потерпели поражение, потеряв 29 орудий, 100 пулемётов и свыше 1000 пленных, и обратились в бегство. Части 1-й Конной армии начали преследовать противника и в тот же день овладели Среднеегорлыкским. В этом сражении участвовало до пятнадцати тысяч конников РККА и до пяти тысяч белых кавалеристов (офицерские полки). Казаки активного участия в сражении не принимали..
Группа войск Павлова отступила в район Егорлыкской, куда командование белых начало поспешно перебрасывать части из-под Ростова-на-Дону и Батайска. В этом районе были сосредоточены Добровольческий корпус генерала А. П. Кутепова, 3-й конный корпус генерала Я. Д. Юзефовича, а также несколько отдельных Кубанских бригад. Созданная группировка белых угрожала 10-й и 1-й Конной армиям, которые оторвались на 70 км вперёд к юго-востоку от 8-й и 9-й армий. 26—28 февраля 1-я Конная армия попыталась захватить Егорлыкскую без поддержки пехоты, но не достигла успеха.
К 1 марта численность войск 1-й Конной армии и группы Великанова в районе Среднеегорлыкского и станции Атаман составляла 2,7 тысячи штыков, 10,5 тысяч сабель, 62 орудия, 240 пулемётов. Белогвардейские войска насчитывали до 13 тысяч сабель, 3500 штыков. 1 марта в 10 часов утра части 1-й Конной армии, 20-я стрелковая дивизия, 2-я кавалерийская дивизия и 1-я Кавказская кавалерийская дивизия начали наступление. 34-я и 50-я стрелковые дивизии прикрывали фланг главных сил с тихорецкого направления, обеспечивая их действия. Белые упорно сопротивлялись и несколько раз переходили в контратаку с помощью конницы. В ночь на 2 марта красные войска заняли Егорлыкскую. Части белых начали отступление в район Тихорецкая, станция Сосыка, Ейск.

## Результаты
В Егорлыкском сражении была разбита основная ударная сила белых — конница генерала Павлова. После этого белые начали отход на всём фронте. Используя успех в Егорлыкском сражении, начали наступление другие армии Кавказского фронта: 9-я армия взяла Хомутовскую, а 11-я армия заняла Ставрополь.